# Сибирцев, Василий Иванович
Василий Иванович Сибирцев (род. 16 мая 1950, Черняховка, Кировоградская область) — украинский государственный служащий, председатель Кировоградского областного совета (1999—2006). Государственный служащий 1-го ранга.

## Биография
Родился 16 мая 1950 года в селе Черняховка Кировоградского района Кировоградской области.
В сентябре 1965 — марте 1969 года — ученик Кировоградского строительного техникума. В марте — мае 1969 года — мастер специализированного строительного управления «Жилстрой» треста «Кировоградпромстрой» (Кировоград). В мае 1969 — августе 1971 года — служба в Советской армии. В августе 1971 — марте 1974 года — мастер, прораб специализированного строительного управления «Жилстрой» треста «Кировоградпромстрой» (Кировоград).
В марте 1974 — январе 1980 года — главный инженер, начальник отдела капитального строительства Кировоградского районного управления сельского хозяйства. Член КПСС.
В 1979 году окончил Криворожский горнорудный институт по специальности «Промышленное и гражданское строительство», инженер-строитель.
В январе 1980 года — мае 1981 года — главный инженер передвижной механизированной колонны № 137 треста «Кировоградсельстрой».
В октябре 1981 — январе 1986 года — председатель правления Кировоградского областного межколхозного объединения по строительству. В январе — июне 1986 года — исполняющий обязанности председателя правления, в июне 1986 — августе 1987 года — председатель правления, в августе 1987 — феврале 1988 года — начальник сметно-договорного отдела Кировоградского областного кооперативно-государственного объединения по агропромышленному строительству «Кировоградоблагрострой».
В феврале — ноябре 1988 года — заместитель генерального директора по капитальному строительству производственного объединения «Красная Звезда» (Кировоград).
В ноябре 1988 — мае 1990 года — главный специалист, начальник отдела координации строительства, планирование подрядных работ главного планово-экономического управления Кировоградского областного исполнительного комитета.
В мае 1990 — январе 1991 года — 1-й заместитель председателя, в январе 1991 — марте 1992 года — заместитель председателя исполнительного комитета Кировоградского городского совета — начальник управления по экономическому и социальному развитию, в марте — июле 1992 года — и. о. 1-го заместителя председателя, в июле 1992 — декабре 1996 года — 1-й заместитель председателя исполнительного комитета Кировоградского городского совета народных депутатов.
В декабре 1996 — декабре 1999 года — 1-й заместитель председателя Кировоградской областной государственной администрации.
10 декабря 1999 — 28 апреля 2006 года — председатель Кировоградского областного совета.
С ноября 2006 по декабрь 2007 года — председатель правления общественной организации «Союз предпринимателей Кировоградской области». В ноябре - декабре 2007 года — советник председателя патронатной службы председателя Кировоградской областной государственной администрации.
В декабре 2007 — апреле 2010 года — заместитель председателя Кировоградской областной государственной администрации по вопросам строительства, градостроительства, архитектуры и жилищно-коммунального хозяйства.

## Награды
- орден «За заслуги» 3-й степени (2000);
- орден «За заслуги» 2-й степени (август 2004)[1];
- Медаль «За воинскую доблесть» (1970);
- Почётное отличие МЧС Украины (1999);
- Почётная грамота Верховной рады Украины (2002);
- Почётная грамота Кабинета Министров Украины (февраль 2004).